# 埃诺·图基艾宁
埃诺·图基艾宁（芬蘭語：Eino Tukiainen，1915年1月1日—1975年2月2日），芬兰男子竞技体操运动员。他曾获得1936年夏季奥运会体操比赛男子团体全能铜牌。他于1975年在赫尔辛基去世。